# Asplenium tubalense
Asplenium tubalense är en svartbräkenväxtart som beskrevs av Rosselló. Asplenium tubalense ingår i släktet Asplenium och familjen Aspleniaceae. Inga underarter finns listade.